# Шведская рапсодия № 1
Шведская рапсодия № 1 (швед. Svensk Rapsodi nr 1, англ. Swedish Rhapsody) — популярное оркестровое произведение шведского композитора Хуго Альвена. Написана в 1903 году. Рапсодия носит название «Торжество летнего солнцестояния» (швед. Midsommarvaka), однако чаще именуется просто «Шведской рапсодией».
В предисловии к партитуре, опубликованной в 1906 году, рапсодия описывается следующим образом:
Фантазия на популярные шведские народные мелодии, передающая настроение, навеянное старинными шведскими празднествами в честь летнего солнцестояния; это ― игры и танцы вокруг майского дерева в волшебную ночь накануне солнцестояния. Одна из тем является собственным изобретением композитора, в то время как другие мотивы заимствованы из народной музыки и переработаны автором.
Произведение написано для симфонического оркестра, состоящего из 3 флейт (+ пикколо), 3 гобоев (+ английский рожок), 2 кларнетов in A (+ кларнет in Es), бас-кларнета in A, 3 фаготов, 4 валторн in F, 2 труб in D, 3 тромбонов (2 теноровых, 1 басовый), тубы, литавр, тарелок, античных тарелочек, треугольника, 2 арф и струнных.
Рапсодия неоднократно записывалась, в том числе под управлением Пааво Берглунда, Неэме Ярви.

## В культуре
- В 1957 году основная тема расподии была переаранжирована Четом Аткинсом.
- На концертном альбоме Deep Purple «Made in Japan» (1972) Ричи Блэкмор играет её фрагмент во время соло в композиции «Lazy».
- Произведение стало саундтреком к фильму «Великолепная афера».
- Проигрыш из основной темы, исполняемый на музыкальной шкатулке был использован в качестве позывного номерной станции G2, вещавшей из ПНР, а затем из Республики Польши до 1998 или 2003 года на немецком языке и принадлежавшей польским спецслужбам. За это она получила неофициальное название «Шведская рапсодия». Помимо неё, в качестве позывного использовалась мелодия «Luxembourg Polka» британского композитора Банни Льюиса.